# 斯塔克斯 (路易斯安那州)
斯塔克斯（英語：Starks）是位於美國路易斯安那州卡爾克蘇堂區的一個普查規定居民點。

## 人口
根據2020年美國人口普查的數據，斯塔克斯的面積為8.88平方千米，當中陸地面積為8.88平方千米，而水域面積為0.00平方千米。當地共有人口659人，而人口密度為每平方千米74.21人。